# 宝養寺 (鴻巣市)
宝養寺（ほうようじ）は、埼玉県鴻巣市にある曹洞宗の寺院。

## 歴史
口伝によれば、1594年（文禄3年）に三洋玄貞が開創、1625年（寛永2年）に然室重天が開山したという。また1967年（昭和42年）の焼失前の旧本尊には「寛永十二年（1635年）」「寶養寺開山存虎之造也」と彫られており、開山は存虎としている。いずれの説にしても、だいたい安土桃山時代から江戸時代初期にかけての創建であることは一致している。当初の山号は「清水山」であったが、1870年（明治3年）に「禅悦山」に改められた。
1742年（寛保2年）、徳岩坦道によって再建された。その後1859年（安政6年）と1967年（昭和42年）の火災により、山門を残して、全てが焼失した。翌年に再建された。本尊も焼失したため、新本尊として釈迦如来を安置した。

## 交通アクセス
- 吹上駅より徒歩27分。